# Vintileasca
Vintileasca – wieś w Rumunii, w okręgu Vrancea, w gminie Vintileasca. W 2011 roku liczyła 574
mieszkańców.